# 3.11 (3776の曲)
「3.11」（さんてんいちいち）は、3776の11枚目のシングル。2015年7月11日に発売された。

## 解説
- タイトル曲の「3.11」は東日本大震災の復興ソング[2]であり、制作時が2015年の3月11日であったとプロデューサーの石田彰がインタビューで述べている。
- 3776初のプロモーションビデオが製作されて、2015年6月11日に公式チャンネルで公開された[3]。
- プロモーションビデオは石田彰が作成し、その際「やはりアイドルなので、女の子っぽさが出て、ドキッとするようなシーンを随所に入れることは意識しました」と述べている[4]。

## 収録曲
- 全作詞・作曲：石田彰

1. 3.11
2. 避難計画と防災グッズ
3. 3.11[Instrumental]
4. 避難計画と防災グッズ[Instrumental]